# Westmount
Westmount je městská část města Montréal na ostrově téhož jména v kanadské provincii Québec. Podle sčítání obyvatel z roku 2011 zde žilo 19 931 lidí. Nachází se zde dvě vysoké školy: veřejná Dawson College a soukromá Marianopolis College. Sídlí zde ragbyový tým Westmount Rugby Club založený již v roce 1876.